# Hubert Czerepok
Hubert Czerepok (ur. 1973 w Słubicach) – polski artysta.

## Życiorys
W latach 1994–1999 studiował na Uniwersytecie Artystycznym w Poznaniu, uzyskując dyplom magistra w zakresie rysunku i rzeźby.
W 2001 został nagrodzony Medalem Młodej Sztuki przyznawanym przez redakcję Głosu Wielkopolskiego.  

## Twórczość
W swoich pracach analizuje oraz charakteryzuje konstrukcje społeczne determinujące określone ludzkie zachowania.
Od 2000 do 2002 współtworzył wraz ze Zbigniewem Rogalskim grupę artystyczną Magisters.
W latach 1998–2001 razem ze Sławomirem Sobczakiem prowadził Galerię ON w Poznaniu.

### Wybrane dzieła
Hubert Czerpok stworzył m.in.:
- film Kulas (2001),
- film Computer Studio (2002),

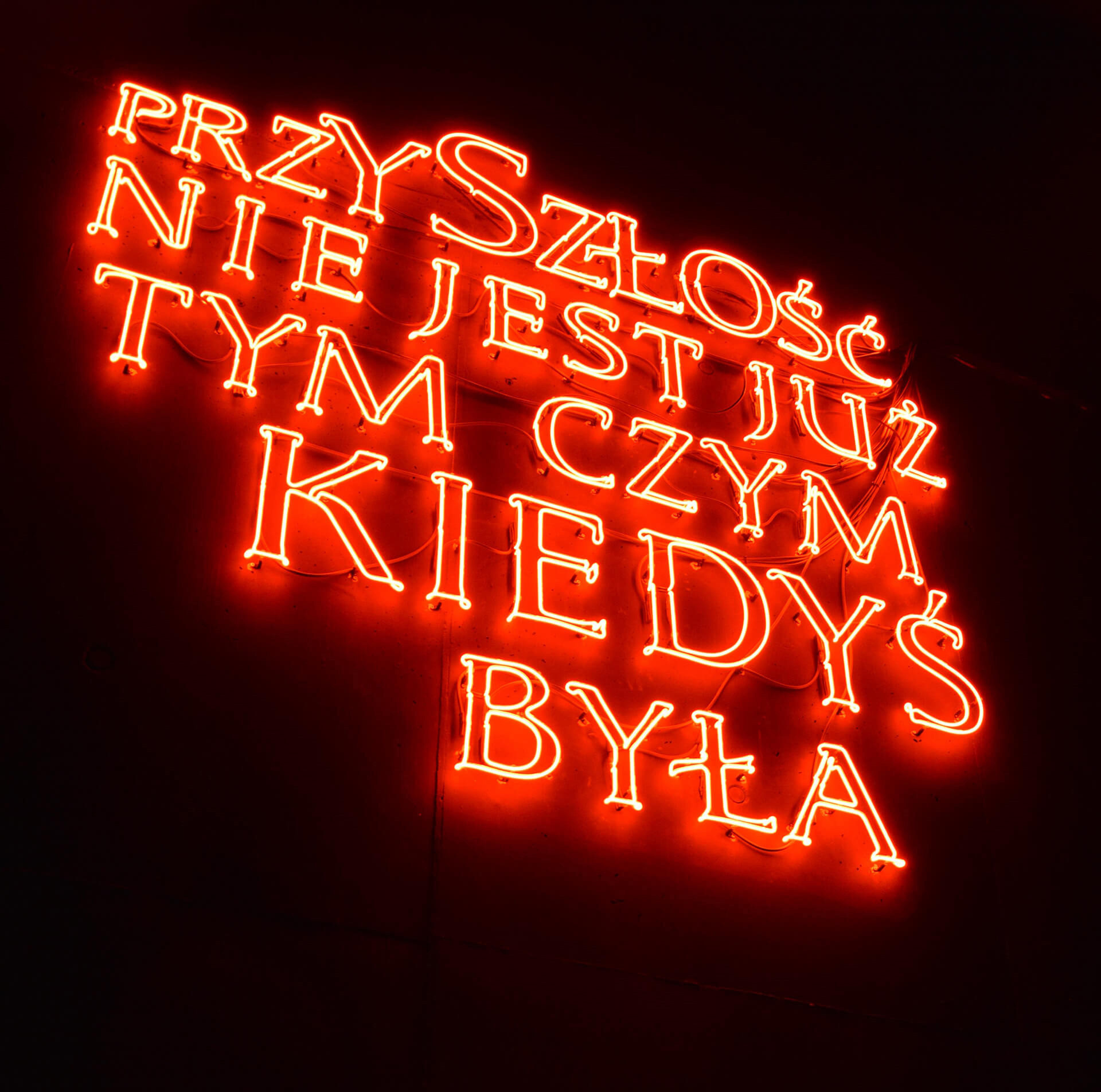
Hubert Czerepok, Przyszłość nie jest tym czym kiedyś była, neon, 2015, Muzeum Narodowe w Szczecinie

- wraz ze Stevenem Rushtonem film Muzeum (2002)
- film Biblioteka (2003),
- wraz z Sebastianem Mendezem grę planszowa Survivors of the white cube.

### Wystawy i projekty indywidualne
- Rok 2009
  - Devil's Island, Centre d’art Contemporain La Criee – Rennes (Francja)
- Rok 2008
  - Haunebu, Galeria Zak | Branicka – Berlin (Niemcy)
- Rok 2007
  - Dziwni Turyści. Galeria Artpol – Kraków
  - Palić bogaczy!. BWA – Zielona Góra
  - Dziwni Turyści. Galeria Potocka – Kraków
  - Mark Lombardi is dead. Galeria Kronika – Bytom
- Rok 2006
  - Seans. Galeria Koraalberg – Antwerpia (Belgia)
  - Czy wylądowaliśmy na Księżycu? Galeria Arsenał – Białystok
  - Muzealne Covery. Muzeum Narodowe – Kraków
  - Fuckin‘ Hell. Centrum Sztuki Współczesnej Zamek Ujazdowski – Warszawa
- Rok 2005
  - Children of Sodom. /wspólnie z S. Rushtonem/, Galeria KunstZicht – Gandawa (Belgia)
- Rok 2003
  - Everything is Fine. Galeria Miejska Arsenał – Poznań
- Rok 2001
  - This is not my hand. Galeria BWA Grodzka – Lublin
  - This is not my hand. Galerie 21:24, 21:25 – Oslo (Norwegia)
- Rok 2000
  - Polonia Słubice. Galeria BWA – Zielona Góra
  - Alles ist schlecht. Droga A2 – Poznań, Świecko
  - Freizeit. Galeria Amfilada – Szczecin
  - Zestawy rekreacyjne. Galeria Prowincjonalna – Słubice
- Rok 1999
  - Galeria ON – Poznań
  - Remont. Galeria Prowincjonalna – Słubice
- Rok 1997
  - Galeria ON – Poznań

### Wystawy zbiorowe
- Rok 2009
  - Projekt Próżna. Ulica Próżna – Warszawa
  - 20 Mignień Wolności. Instytut Sztuki Wyspa – Gdańsk
  - Poszliśmy do Croatan. Centrum Sztuki Współczesnej – Toruń
  - Na okrągło. Hala Stulecia – Wrocław
  - Energy Class B. Ormoubath Gallery – Belfast (Irlandia Północna)
  - Good Night and Bad Luck. Artists’ House – Tel Awiw (Izrael)
  - Power Games. Museum of Modern Art – Hajfa (Izrael)
- Rok 2008
  - Miejsce w sercu. Galeria Arsenał – Białystok
  - Something Must Break – Mysłowice
  - Efekt czerwonych oczu. Centrum Sztuki Współczesnej Zamek Ujazdowski – Warszawa
  - Spisek Sztuki. Galeria Sektor – Katowice
  - Emergency Biennale w Czeczenii. Galeria Arsenał – Białystok
  - Poza Dobrem i Złem. Muzeum Narodowe – Szczecin
  - Fade into Black. Studio BWA – Wrocław
- Rok 2007
  - Imperium Zmysłów. Stary Browar – Poznań
  - Wolaart. festiwal sztuki współczesnej – Warszawa
  - Lustracja. Galeria Piekary – Poznań
  - Czarna Dziura. Galeria Kronika – Bytom
  - Pamięć tej chwili z odległości lat, które miną. dawna fabryka Schindlera – Kraków
  - Last News. Centrum Sztuki Współczesnej Łaźnia – Gdańsk
  - Manipulation. On economies of deceit. Centrum Sztuki Współczesnej Zamek Ujazdowski – Warszawa
- Rok 2006
  - Muzeum jako świetlisty przedmiot pożądania. Muzeum Sztuki w Łodzi – Łódź
  - Manipulation. On economies of deceit. Centrum Sztuki Współczesnej Łaźnia – Gdańsk
  - Barwy klubowe. FAIT – Kraków
  - Architektura Intymna. Architektura Porzucona. Galeria Kronika – Bytom
  - Sztuka w Służbie Lewaków. Galeria Kronika – Bytom
  - Lets Talk about Contemporary Art Baby. Galeria Platan – Budapeszt (Węgry)
  - Prospective Sites – Wiedeń (Austria)
  - Take Off. Galeria Koraalberg – Antwerpia (Belgia)
- Rok 2005
  - Esprit de Corps. Galeria Motive – Amsterdam (Holandia)
  - Manipulation. On economies of deceit. Międzynarodowe Biennale Sztuki Współczesnej Galeria Narodowa – Praga (Czechy)
  - e-flux video rental – New York, Miami (USA); Berlin, Frankfurt nad Menem (Niemcy)
  - How to Talk about Contemporary Art. Galeria Arsenał – Białystok
  - Club Cube. Centrum Sztuki Współczesnej Zamek Ujazdowski – Warszawa
  - Za Czerwonym horyzontem. Centrum Sztuki Współczesnej – Moskwa (Rosja)
  - Compulsive_Handmades. Galeria Exit – Skopje (Macedonia)
- Rok 2004
  - Za Czerwonym horyzontem. Centrum Sztuki Współczesnej Zamek Ujazdowski – Warszawa
  - Quicksand. De Appel – Amsterdam (Holandia)
  - Re:Location 6: re(framed)locations, dis(covered)desires. Centrum Sztuki Współczesnej Łaźnia – Gdańsk
  - Pod Flagą Biało-Czerwoną. Nowa sztuka z Polski. Muzeum Sztuki, Tallinn, Estonia; Centrum Sztuki Współczesnej – Wilno (Litwa)
- Rok 2003
  - Hurts so good. Centrum Sztuki Współczesnej – Wilno (Litwa)
- Rok 2002
  - Oder Sprung. Kunsthaus Essen (Niemcy)
- Rok 2001
  - Relax. Galeria Arsenał – Białystok
  - Rybie Oko. Bałtycka Galeria Sztuki – Słupsk / Ustka
- Rok 2000
  - Scena 2000. Centrum Sztuki Współczesnej Zamek Ujazdowski – Warszawa
  - Model do składania. Centrum Rzeźby Polskiej – Orońsko
- Rok 1999
  - Oikos. Muzeum Regionalne – Bydgoszcz